# Родийцерий
Родийцерий — бинарное неорганическое соединение
родия и церия
с формулой CeRh,
кристаллы.

## Получение
- Сплавление стехиометрических количеств чистых веществ:

{\displaystyle {\mathsf {Rh+Ce\ {\xrightarrow {T}}\ CeRh}}}

## Физические свойства
Родийцерий образует кристаллы
ромбической сингонии,
пространственная группа C mcm,
параметры ячейки a = 0,3852 нм, b = 1,0986 нм, c = 0,4152 нм, Z = 4,
структура типа борида хрома CrB
.